# فريديريك باي
فريديريك باي (بالفرنسية: Frédéric Bey)‏ هو مؤرخ عسكري فرنسي، ولد في 20 أبريل 1961 في إيسي ليه مولينو في فرنسا.

## وصلات خارجية
- الموقع الرسمي